# Boysnoize Records
Boysnoize Records is een Duits muzieklabel opgericht in 2005 door de Duitse dj Boys Noize. Artiesten die onder andere onder contract staan bij Boysnoize Records zijn, D.I.M. en Siriusmo. Siriusmo staat op het nieuwe album van Boys Noize, "Oi Oi Oi Remixed", met zijn remix van "&Down" van Boys Noize. D.I.M. vormt samen met Boys Noize een duo genaamd PUZIQUe. PUZIQUe staat ook op het album "Oi Oi Oi Remixed" met de remix van "Frau" van Boys Noize.

## Artiesten
- D.I.M.
- Shadow Dancer
- Siriusmo
- Les Petits Pilous
- Strip Steve
- Housemeister
- CLP
- The Faint
- Keatch